# Troy van Leeuwen
Troy van Leeuwen (ur. 5 stycznia 1970 w Los Angeles) – amerykański gitarzysta i kompozytor rockowy.
W 1996 dołączył jako gitarzysta koncertowy (nie brał udziału w nagraniu żadnego z albumów grupy) do grupy Failure.
Po rozpadzie tego zespołu w 1997, stworzył własny projekt ENEMY, w którym pełni funkcję gitarzysty i wokalisty, jest też autorem tekstów i muzyki. Pozostali członkowie to nowojorczycy: perkusista Alan Cage (ex-Quicksand) i basista Eddie Nappi (ex-Handsome). W 2005 ukazał się długo oczekiwany debiutancki album grupy zatytułowany Hooray For Dark Matter.
Był w pierwszym składzie grupy A Perfect Circle, z którą w 2000 nagrał pierwszy album (Mer de Noms), jednakże w 2002 odszedł do Queens of the Stone Age, w którym to zespole gra obecnie.